# Jeff "Swampy" Marsh
Jeffrey Kent "Swampy" Marsh, född Dudman den 9 december 1960 i Santa Monica i Kalifornien, är en amerikansk animatör, manusförfattare, film- och TV-producent, film- och TV-regissör, och röstskådespelare. Han är bland annat känd för att vara en av skaparna till de bägge Disney Channel-serierna Phineas & Ferb och Milo Murphys lag. Han gör även rösten till karaktären Major Monogram i de TV-serierna.
Marsh är sedan 2006 gift med Birgitte Marsh, med vilken han har två barn.

## Filmografi (i urval)

### Filmer
- 2011 – Phineas och Ferb – Filmen: Den 2:a dimensionen
- 2020 – Phineas och Ferb-filmen: Candace mot universum

### TV-serier
- 1993–1996 – Rockos moderna liv (TV-serie)
- 1995 – Ren & Stimpy (TV-serie)
- 1997–2000 – King of the Hill (TV-serie)
- 2007–2015 – Phineas & Ferb (TV-serie)
- 2016–2019 – Milo Murphys lag (TV-serie)